# Alfred Palliardi
Alfred Palliardi (1861. december 6., Brno – 1924. február 2.) muzeológus, a Palliardi család hatodik generációjának tagja.

## Élete, pályafutása
Josef Matěj Vojtěch Palliardi fia volt. Orvosnak tanult és Brünnben élt a Veveří utca 83-ban. Nem praktizált, hanem 1896-tól 1924-ben bekövetkezett haláláig a František Múzeum (a mai Morva Múzeum) bölcsészeti és régészeti gyűjteményének őre, az Őstörténeti Osztály vezetője volt. A múzeum fontos tagjai közé tartozott; a gyűjtemény kezelése mellett ő volt a múzeum titkára is. 1900 után, amikor a múzeum állami igazgatás alá került, jelentős anyagok beszerzésére nyílt lehetősége. A gyűjteményt több tízezer tárggyal gyarapította — például a Múzeum Egyesülettől, Ladislav Červinkától, Alois Procházkatól és másoktól. A múzeum és a szakterület történetében azonban nem hagyott jelentősebb nyomot. Működése alatt, 1908-ban csatlakozott a múzeumhoz kurátorként Karel Absolon. Alfrédot halála után Inocenc Ladislav Červinka váltotta. Vesegyulladásban (nephritis) halt meg, 1924. február 5-én temették el Brno központi temetőjében (Vídenská 96/306).
Egyértelműen németnek érezte, tartotta magát. Megőrzött levelezése német nyelvű.